# Benvenuti al college
Benvenuti al college è l'episodio pilota della serie televisiva statunitense Buffy l'ammazzavampiri. In originale, l'episodio è intitolato Welcome to the Hellmouth ed è stato trasmesso per la prima volta il 10 marzo 1997 sull'emittente televisiva The WB. In Italia, invece, la puntata è stata messa in onda l'11 giugno 2000 sulla rete televisiva Italia 1, come inizio serie di metà stagione. Infatti, la prima stagione è costituita da solamente 12 episodi, sostituendo i tradizionali 22. L'episodio è stato scritto dal creatore e produttore esecutivo della serie, Joss Whedon, e diretto da Charles Martin Smith. Negli Stati Uniti d'America, alla sua prima messa in onda, la puntata ha ottenuto 3,4 milioni di telespettatori, ottenendo anche varie recensioni positive dai membri esperti della critica. In Italia, invece, lo hanno guardato in 1,3 milioni, raggiungendo l'11,28% di share.
La narrazione segue le vicende di una giovane adolescente, Buffy Summers (Sarah Michelle Gellar), che si trasferisce con la madre Joyce Summers (Kristine Sutherland) in una cittadina immaginaria della California, Sunnydale, ed il suo primo giorno nella nuova scuola. Qui la ragazza tenta di rifarsi una vita, ma i compiti affidatole e il destino delle Cacciatrici - ovvero combattere i vampiri, i demoni e le forze delle tenebre - la seguiranno fino alla nuova cittadina. Infatti, un antico, centenario e potente vampiro, Il Maestro (Mark Metcalf), minaccia di liberarsi da una prigione sotterranea, nella quale è rimasto intrappolato e in cui giace la Bocca dell'Inferno, un portale mistico che funge da calamita per i vampiri della zona, situato esattamente sotto il liceo. Per combattere il vampiro, Buffy, che ricopre il ruolo di Cacciatrice, avrà bisogno della sincerità e bontà dei suoi due migliori amici e compagni di classe, Willow Rosenberg (Alyson Hannigan) e Xander Harris (Nicholas Brendon), e dell'astuzia e intelligenza del bibliotecario della scuola e suo nuovo Osservatore, Rupert Giles (Anthony Stewart Head), che nella biblioteca del liceo ospita anche i libri contenenti varie informazioni sui demoni che dovranno affrontare nel corso dell'anno scolastico. Infine, Buffy farà la conoscenza, mentre si recherà al Bronze, del misterioso quanto affascinante Angel (David Boreanaz).
L'idea di Joss Whedon per questa puntata era invertire la formula fissa utilizzata da Hollywood per i film horror. Questa consiste nell'impaurita ragazza bionda che viene uccisa dal ragazzo, paragonabile al tipico bulletto. Qui, invece, la ragazza, Darla (Julie Benz), dopo essersi accertata dell'assenza di chiunque, si rivela una vampira ed uccide il ragazzo con cui si trovava. La serie rappresenta il sequel dell'omonimo film del 1992, che fu considerato originale, ma strutturato in malo modo. Il tentativo di Joss Whedon, qui, quindi, sarebbe rigenerare il progetto e renderlo godibile. La maggior parte della serie è girata a Los Angeles, in California. Gli esterni e alcune parti dell'interno del Sunnydale High sono quelli della Torrance High, la stessa scuola utilizzata dalla serie Beverly Hills 90210.

## Trama
Il primo episodio della serie si apre con l'irruzione al Sunnydale High di un ragazzo e una ragazza: questa, bionda e inizialmente impaurita, si rivela in realtà essere un vampiro che uccide il ragazzo.
Buffy Summers si sveglia da un incubo costituito da croci, libri antichi, armi, vampiri, ma, soprattutto, uno di questi ultimi particolarmente terrorizzante. L'adolescente si è appena trasferita nella cittadina di Sunnydale, in California, dopo essere stata espulsa dalla sua vecchia scuola per aver dato fuoco alla palestra durante uno scontro con dei vampiri.
Nella sua nuova scuola, la Sunnydale High, incontra lo sbadato ed impacciato Xander Harris, la timida nerd Willow Rosenberg e infine la snob Cordelia Chase. Nella biblioteca scolastica incontra il bibliotecario Rupert Giles, che si dimostra a conoscenza del mondo vampirico, e si rivelerà essere il suo Osservatore. Quando Cordelia la informa della chiusura della palestra, in seguito al ritrovamento di un cadavere negli armadietti, si dirige lì e trova il cadavere, quello ucciso dalla vampira ad inizio puntata, e nota con notevole disagio che il ragazzo morto ha due fori posti sul collo, firma dei vampiri.
Buffy si dirige alla biblioteca, dove ritrova il sig. Giles che le ricordanda che lei è la Cacciatrice, l'unica nella sua generazione con la forza di ergersi contro i vampiri, i demoni e le forze delle tenebre.
La sera, dirigendosi al Bronze, locale consigliato da Cordelia, incontra un ragazzo misterioso che le rivela di sapere dell'esistenza dei vampiri e le regala una croce da portare al collo. Willow si apparta con un ragazzo conosciuto nel locale, che si rivela un vampiro, ucciso in seguito da Buffy.

## Produzione

### Sfondo e scrittura

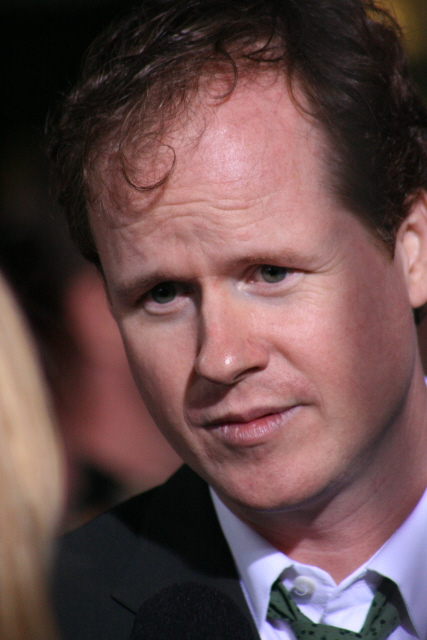
Joss Whedon, il creatore della serie televisiva Buffy l'ammazzavampiri, nonché produttore esecutivo, direttore, sceneggiatore e capo di essa.

Il creatore della serie televisiva, Joss Whedon, ha rivelato che Rhonda, la cameriera immortale (Rhonda, the Immortal Waitress) è stata la prima vera incarnazione del concetto televisivo trasmesso da Buffy: l'idea di una donna che, apparentemente del tutto insignificante, si rivela essere dello straordinario". Questo dimostra anche l'inversione dei soliti cliches fissi dei film horror di Hollywood, nei quali l'impaurita ragazza bionda che passeggia solitaria, viene brutalmente uccisa da un bulletto. Qui, infatti - si tratta di un'idea di Whedon che fu ideata nel pensare la serie di Rhonda, mentre fu evoluta nel creare quella di Buffy -, la vampira Darla, da innocente ragazza, si trasforma in un non-morto spietato che succhia il sangue del tipico bulletto omicida. Il produttore sembrava desideroso di voler cambiare le regole, dando vita, in questo modo, ad una fantastica eroina: Buffy Summers. Egli ha anche spiegato: "La prima missione dello spettacolo è stata trasmettere il potere femminile: averlo, usarlo, condividerlo".
L'idea di un telefilm è stata visitata tramite l'omonimo film del 1992, Buffy - L'Ammazza Vampiri, che vedeva la sceneggiatura dello stesso Joss e la partecipazione di Kristy Swanson nel ruolo della protagonista. La regista, Fran Rubel Kuzui, ha visto il progetto cinematografico come una cultura commedia-pop che modernizza quello che la gente pensa dei vampiri. Whedon, però, era in disaccordo col collega, sostenendo la propria tesi, ovvero che il progetto avrebbe dovuto concentrarsi sul potere di una donna particolare, mentre il lungometraggio si era trasformato in un'ampia commedia.
Alcuni anni in successione, Whedon venne avvicinato da Gail Berman, un dirigente Fox, il quale fece intendere di essere interessato al progetto Buffy e suggerì allo sceneggiatore di crearne una serie televisiva. Joss Whedon: "Hanno detto: 'Vuoi fare uno show?', ed io subito pensai che per essere di alta classe serviva un film horror". Ed è così, basato sulle metafore, che Whedon riuscì a vendere il prodotto Buffy. Gli elementi soprannaturali rimasero come metafore per indicare l'ansia collegata all'adolescenza e alla giovane età adulta. All'inizio del suo sviluppo, la serie avrebbe dovuto intitolarsi semplicemente Uccisore (Slayer). Joss, mentre continuava ad ideare il telefilm, finanziò un episodio pilota non esecutivo, il cui cast non era definitivo e poteva ancora variare, dalla durata di 25 minuti, il quale è stato venduto ed accettato dalla WB Network. Buffy l'ammazzavampiri viene messo in onda per la prima volta negli Stati Uniti d'America il 10 marzo 1997 sulla rete televisiva The WB, come serie di metà stagione, che servì per sostituire la serie televisiva Savannah, mentre in Italia fu lanciato per la prima volta l'11 giugno 2000 sull'emittente televisiva Italia 1. Nella messa in onda originale, la serie contribuì fondamentalmente a far divenire la Warner Bros. Production una rete televisiva paragonabile alle ABC, UNP, CBS e Fox, l'emittenti televisive statunitense più famose. Essa, infatti, era ai suoi primi anni di apertura ed era priva di programmi vincenti.
La voce del mostriciattolo della Mutant Enemy (la compagnia di produzione di Whedon, che venne creata proprio in concomitanza con la serie) che compare alla fine di ogni episodio, è di Joss Whedon, che ha registrato l'ormai celebre "Grr...Argh...". Ll nome "Mutant Enemy", è tratto da una canzone degli Yes, intitolata And You and I, ed è lo stesso che Joss aveva dato alla sua prima macchina da scrivere, a soli 15 anni. Il logo della casa di produzione è stato disegnato da Joss Whedon in 20 minuti

### Musica
L'episodio, essendo il primo dell'intera serie, presenta per la prima volta la sigla d'apertura composta dalla band pop punk Nerf Herder. Parry Gripp, compositore e chitarrista della band, ha rivelato ai fan dello show che il gruppo ha composto il brano in successione a "fancy pants Hollywood" e che, inizialmente, non riuscì a scrivere una canzone a tema approvata dai produttori. Infine, "essi [i produttori] hanno chiesto a delle piccole locomotive di band il tempo in cui sarebbero riusciti ad ammontare e consegnare a loro una piccola somma, necessaria per partecipare a dei provini con delle idee già pensate e strutturate. Noi abbiamo portato la nostra idea, gli è piaciuta e l'hanno usata. Ed il resto è storia!". Diverse canzoni degli Sprung Monkey, in questa puntata, giocano con gli avvenimenti in essa. Quando Buffy è indecisa su cosa indossare per la serata al Bronze, la canzone Saturated sta debolmente scherzando in sfondo. Al Bronze, il gruppo suona le canzoni Believe, Swirl e Things are Chaning. Tutte le canzoni presenti nella puntata sono contenute nell'album del 1995 Swirl. Inoltre, l'episodio gode della presenza di una canzone dei Master Source Library, No heroes. Quest'ultima, è anche la prima canzone presente nella serie, che si sente, appunto, quando Joyce accompagna Buffy a scuola. Il punteggio per la puntata, così come per tutte le voci della prima stagione, è stato curato da Walter Murphy.

### Casting e riprese

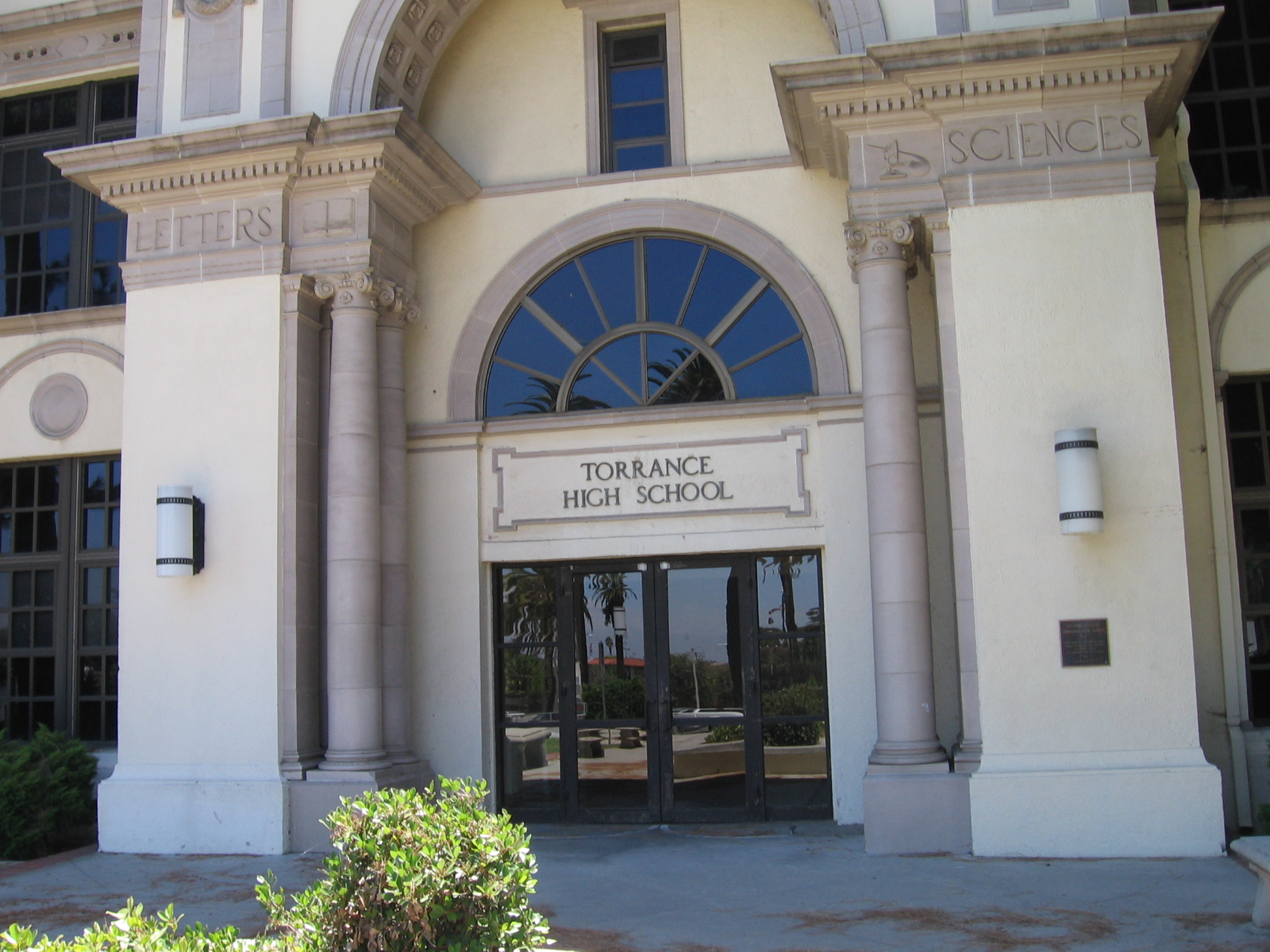
Il liceo Sunnydale High ripreso dall'esterno. La scuola è la stessa utilizzata per la serie televisiva Beverly Hills 90210.

Joss Whedon ha spiegato che molti dei personaggi comparsi nel telefilm, sono basati su individui realmente esistiti. Cordelia, ad esempio, è tratta da una ragazza amica della moglie del produttore, incontratasi al liceo. Xander ha preso ispirazione dallo stesso Whedon. Quest'ultimo, inoltre, ha rivelato di aver desiderato di includere l'attore Eric Balfour nei titoli di testa, così da scioccare i personaggi alla sua morte nella puntata successiva, che ne costituisce anche la seconda parte. Il budget ed i costi elevati non potevano includere anche un set supplementare di crediti nella sigla d'apertura. Tuttavia, il desiderio di Joss venne esaudito nella puntata "Profondo rosso" della sesta stagione col personaggio di Tara Maclay. Brian Thompson, che in questa puntata interpreta il vampiro Luke, ritornerà nella seconda stagione nei panni, però, di un personaggio differente, Il Giudice, e precisamente nelle puntate "Sorpresa" e "Un attimo di felicità".
Nel pilota originale, Willow è stata interpretata da Riff Regan. Tuttavia, i dirigente di rete hanno chiesto di sostituire l'attrice: il personaggio di Willow richiedeva un attore con un carattere maggiormente timido ed insicuro. Il casting, al riguardo, ha avuto parecchi problemi e ha incontrato parecchie difficoltà nel trovare un'attrice degna di interpretare Willow in modo corretto. Dopo sette audizioni, finalmente Alyson Hannigan viene scelta per il ruolo. Questa è stata scelta per la sua capacità di raggirare le linee del personaggio utilizzando un ottimismo schivo. La stessa attrice ha dichiarato: "Io non voglio interpretare Willow come qualcuno che è dispiaciuto di ritrovarsi in quel personaggio. Soprattutto nella prima stagione, non poteva parlare. Non le piacevano i ragazzi e nessuno le piaceva". Whedon, inizialmente, ha concepito il personaggio di Willow come introverso, dicendo: "Ho voluto attribuire a Willow un carattere interiore follemente colorato, caratteristica che le persone hanno veramente. Ed Alyson rispecchia questa personalità. Ho trovato strisciante il modo in cui Willow ha parlato, ed è stato fantastico. In una certa misura, tutti gli attori che lavorano nella serie, rispettano impeccabilmente i personaggi che avevo pensato, ma devo ammettere che Willow mi ha letteralmente affascinato!".
Nicholas Brendon, che era stato recentemente licenziato dal suo lavoro da cameriere ed era in crisi finanziarie, è stato attratto dal pilota della serie Buffy a causa dell'odio provato nei confronti del liceo. Brendon ha capito dall'inizio che il personaggio di Xander era basato sul creatore della serie, Joss Whedon, col quale aveva frequentato le scuole superiori, motivo per cui Xander viene commentato come "personaggio ad ottime linee".
Charisma Carpenter inizialmente avrebbe dovuto interpretare il ruolo della protagonista, per cui aveva, infatti, accettato per fare il provino. Lei, però, arrivo tardi a quest'ultimo, e fu, così, scelta per interpretare Cordelia Chase. Seppur avesse solamente quindici minuti per dimostrare di essere adatta ad interpretare la snob presentata in Buffy nelle prime tre stagioni ed evoluta anche caratterialmente nello spin-off Angel, Charisma riuscì ad impressionare i produttori in tempo molto immediato, definito "davvero reattivo", ed è stata subito rassicurata sul possesso della parte per il personaggio. Prima del provino della Carpenter, Sarah Michelle Gellar si presentò anche lei per il ruolo di Cordelia, venendo poi classificata come potenziale attrice per interpretare la protagonista, Buffy Summers, per la quale alla fine ha avuto la parte. Bianca Lawson, inizialmente, era già stata scelta per interpretare Cordelia, ma alla fine venne sostituita da Charisma per via di assenza dovute a obblighi contrattuali. Alla fine, l'attrice si liberò dagli impegni e fece il suo ingresso e anche la sua uscita nella seconda stagione nel ruolo della seconda ammazzavampiri, Kendra Young. Il personaggio di Cordelia Chase, all'inizio, era stato strutturato con lo scopo di rappresentare la parte negativa di Buffy, ovvero quella rappresentata nell'omonimo film.
Julie Benz, che interpreta la vampira Darla, fece l'audizione per il personaggio di Buffy. Tuttavia, alla bionda attrice fu offerto il ruolo di Darla come personaggio minore dell'episodio pilota. Sebbene inizialmente il personaggio di Darla avrebbe dovuto essere insignificante e avrebbe dovuto essere polverizzata già nel pilota, a Whedon piacque così tanto la performance della Benz, da farlo partecipare in qualche altra puntata della prima stagione e ritornando poi anche nella seconda stagione della serie Angel, spin-off di Buffy. In entrambi i telefilm, l'attrice ha continuato a ripetere:

Per me, che ero una nuova attrice a Los Angeles e non conoscevo molto bene il business televisivo, è stata una gioia immensa interpretare un vampiro in una serie televisiva. Non avevo la minima idea di ciò che stavo per fare o di come stavo per divenire spaventosa. Fino a quando mi hanno truccato e, successivamente, mandata alla roulotte, dove mi guardai e, mentre i produttori sorridevano soddisfatti, io trovai la cosa decisamente raccapricciante. Joss ha commentato dicendo che lui ha sempre immaginato e che è stato sempre affascinato dal fatto che qualcuno che mi somigliasse e parlasse come me, interpretasse il vampiro più spaventoso. Questo è quello che voleva: il mio comportamento e la mia voce, quando, ad un tratto, mi accorgo di essere solo il solito vampiro vizioso .

Il veterano personaggio interpretato da Mark Metcalf, è apparso decisamente in modo violento al make-up per il ruolo del Maestro, il Big Bad della prima stagione della serie, smentendo la figura divenuta ormai iconica del personaggio interpretato da lui nel film National Lampoon's Animal House (1978), nel ruolo di Douglas C. Neidermeyor. Nel 2011, Metcalf ha definito e riconosciuto il suo ruolo in Buffy come uno dei migliori nella sua vita lavorativa. Molti attori hanno fatto le audizioni per questa parte, ma Whedon percepiva che Metcalf si fosse esibito con più complessità, portando un "tipo di urbane particolarmente furbo e gentile", sensibilità e fascino necessario per rappresentare un personaggio malvagio. Kristine Sutherland è stata scelta come Joyce, madre di Buffy nella serie. L'attrice, che non ama particolarmente il genere horror, non era in cerca di lavoro, ma quando il suo agente le propose l'affare, ella decise di presentarsi alle audizioni per Joyce Summers, durante le quali, sul set, vi era anche David Boreanaz, il quale faceva il provino lo stesso giorno della Sutherland. Quest'ultima rimase colpita quando, recitando lo script originale, durante le audizioni si sentì a suo agio e carica di una naturalezza inaspettata. Bob Flutie, preside del Sunnydale High, fu originariamente interpretato da Stephen Tobolowsky nell'episodio pilota. Successivamente, fu sostituito da Ken Lerner nel corso della serie.
Certe scene, come, ad esempio, l'argomento fra Buffy e Giles in biblioteca ed il primo incontro fra la prima ed Angel, sono state rigirate otto mesi dopo il resto dell'episodio, siccome sia Whedon che la stessa Gellar notavano l'eccessiva rabbia che Buffy riponeva nei confronti degli altri due personaggi nelle scene. Il creatore della serie ha, anche, preso in giro l'attrice protagonista nel momento in cui stavano rigirando le pellicole per la terza volta. Il liceo usato dalla serie, come si può ben capire dalle riprese esterne ed interne dell'edificio nel corso della puntata, è il Torrance High School, scuola già utilizzata nella serie televisiva Beverly Hills 90210.

### Effetto dei vampiri
Joss Whedon ha creato il concetto di "vamp faces" per indicare le caratteristiche umane possedute dai vampiri nella serie, in modo da far nascondere ai telespettatori l'invece presente parte ancora più demoniaca dei non-morti. Whedon come protagonisti ha richiesto dei normai studenti delle scuole superiori, in modo da poter interagire normalmente e creare un senso di paranoia quando le loro vite si mescoleranno fisicamente ed emotivamente con quelle dei vampiri, antagonisti principali della serie. Voleva anche, però, che fosse chiaro che i "vampiri sono veramente mostri", in modo da non sembrare che una normale ragazza del liceo stava uccidendo degli innocenti. I vampiri, originariamente, dovevano essere "con un volto molto bianco, inquietante e macabro". Questo è stato dimostrato negli episodi successivi, dove il trucco richiedeva troppo tempo. Joss sostiene che le persone ritengano le facce pallide "buffe", mentre personalmente le trova decisamente inquietanti, paragonandole a film con zombie, come Day of the Dead e The Evil Dead. Il personaggio del Maestro è stato sviluppato in modo da avere il lato facciale corrugato - segno caratteristico dei vampiri - in maniera permanente, in modo da evidenziare la sua anzianità e farlo sembrare ancora più animalesco: il make-up artist John Vulich, basa l'apparizione del centenario vampiro ad un pipistrello, il ragionamento che il personaggio ha devoluto ad un più primordiale stato demoniaco nel corso degli anni. Successivamente, si è deciso che i vampiri ed i loro abiti, una volta impalettati o andati a contatto con la luce del sole, fuoco ecc., si sarebbero trasformati in polvere. Questa scelta è dovuta a ragioni pratiche, per le quali i personaggi avrebbero perso troppo tempo nel far scomparire i corpi inermi dei vampiri uccisi. In questa puntata, gli indumenti dei vampiri vengono considerati antichi, visto il commento di Buffy riguardo all'abito datato di Thomas, il non-morto che rapisce Willow e che verrà, però, velocemente polverizzato dall'ammazzavampiri. Joss Whedon sentiva affascinante questo concetto, ma fu costretto ad eliminarlo, perché in caso contrario i vampiri, con abiti vecchi e smessi, avrebbero cessato di essere spaventosi.

## Guida all'episodio
"Benvenuti al college" (e l'episodio seguente, "La riunione", che di fatto ne costituisce la seconda parte) riprendono parte della trama dell'episodio pilota da 25 minuti girato qualche tempo prima da Joss Whedon per essere mostrato ai vari network, mai ufficialmente distribuito (seppur reperibile nei circuiti del file sharing e streaming video). Nel pilot in questione non erano tuttavia presenti né Il Maestro né Angel, mentre era già presente il personaggio di Jonathan Levinson (introdotto nel telefilm solo a partire dalla seconda stagione) e Willow Rosenberg era interpretata da Riff Regan, invece che da Alyson Hannigan.
Le visioni che Buffy ha nei suoi sogni profetici, sono tutti filmati tratti dagli episodi seguenti, in modo particolare "La profezia" (1.12).
Cordelia Chase afferma durante l'episodio che ucciderebbe pur di vivere a Los Angeles: al termine delle prime tre stagioni, ritroviamo la ragazza nella città amata in cerca di lavoro e col sogno di diventare un'attrice. Qui, incontrerà Angel, col quale fonderà la Angel Investigations, che sarà la protagonista dello spin-off di intitolato come il vampiro: Angel (1999)

### Adattamento italiano
Non vi sono particolari errori nella traduzione italiana dell'episodio, eccezione fatta per il solo titolo, il quale recita "Benvenuti al college", seppur i protagonisti frequentino il liceo. Riguardo agli ascolti, la puntata ha ottenuto 1.3 milioni di telespettatori, equivalenti all'11.28% di share.

## Messa in onda, accoglienza e recezione originale
In occasione della prima visione statunitense della puntata, essa venne preceduta da un piccolo trailer, il cui contenuto consisteva nel prendere in esame le cacciatrici che hanno preceduto Buffy. Successivamente il filmato non è stato più trasmesso su nessun network. Nella prima messa in onda l'episodio è stato trasmesso assieme alla puntata successiva.

### Ascolti
Welcome to the Hellmouth è andato in onda per la prima volta il 10 marzo 1997 sull'emittente televisiva The WB. Sulla messa in onda originale della puntata, la rete televisiva ha fornito un inopportuno briefing di storia sulle ammazzavampiri venute prima dell'attuale. Il trailer ha rappresentato delle scene di violenza in alcune città, interrotte dall'arrivo di una donna particolare. Questo teaser promozionale non appare in syndication o su DVD. La puntata, negli Stati Uniti d'America, ha ricevuto degli ascolti pari alo 3.4% di share. L'episodio è arrivato centesimo nella classifica delle puntate più viste della settimana nella televisione generale, precisamente dal 9 al 16 marzo 1997.

### Critica e giudizi
L'episodio ha ricevuto giudizi ampiamente positivi dalla critica. Noel Murray di The AV Club ha definito la puntata come "buona nell'introduzione dello show, presentando i personaggi in modo rapido e pulito, terminando con un cliffhanger veramente ben fatto". Murray ha, però, fatto notare che i dialoghi contenevano espressioni che facevano pensare più ad uno spettacolo finto, che intelligente e che non vi era una sequenza piatta per le scene d'azione/horror, la quale proseguirà nella seconda stagione. John Levesque, scrivendo per il Seattle Post-Intelligencer, ha definito la neo-serie "spiritosa, intelligente e completamente divertente" e "prodotto migliore mai visto su The WB fino a quel momento". Egli ha elogiato la partecipazione di Sarah Michelle Gellar, notando che "interpreta Buffy alla perfezione". Phil Kloer, di The Atlanta Journal e The Atlanta Constitution, ha paragonato il telefilm alla serie televisiva di fantascienza prodotta dalla Fox, X-Files, e a quella di tipo horror ed antologica, Hai paura del buio? Egli ha, in ultima analisi, dato una "B" come voto per l'episodio. Nikki Stafford, nel suo libro Bite Me!, ha commentato l'episodio come eccellente e ha notato e complimentato i punti di forza espressi, nonché approccio unico dello show. Ha contrastato con il film precedente, sottolineando che "la versione del film [...] era come Ragazze a Beverly Hills, quando improvvisamente, alla fine, ha deciso e cercato di diventare un film serio. La serie televisiva porta commedia, azione e dramma contemporaneamente, e dispone di un cast superiore".